# Chanson de Nuit

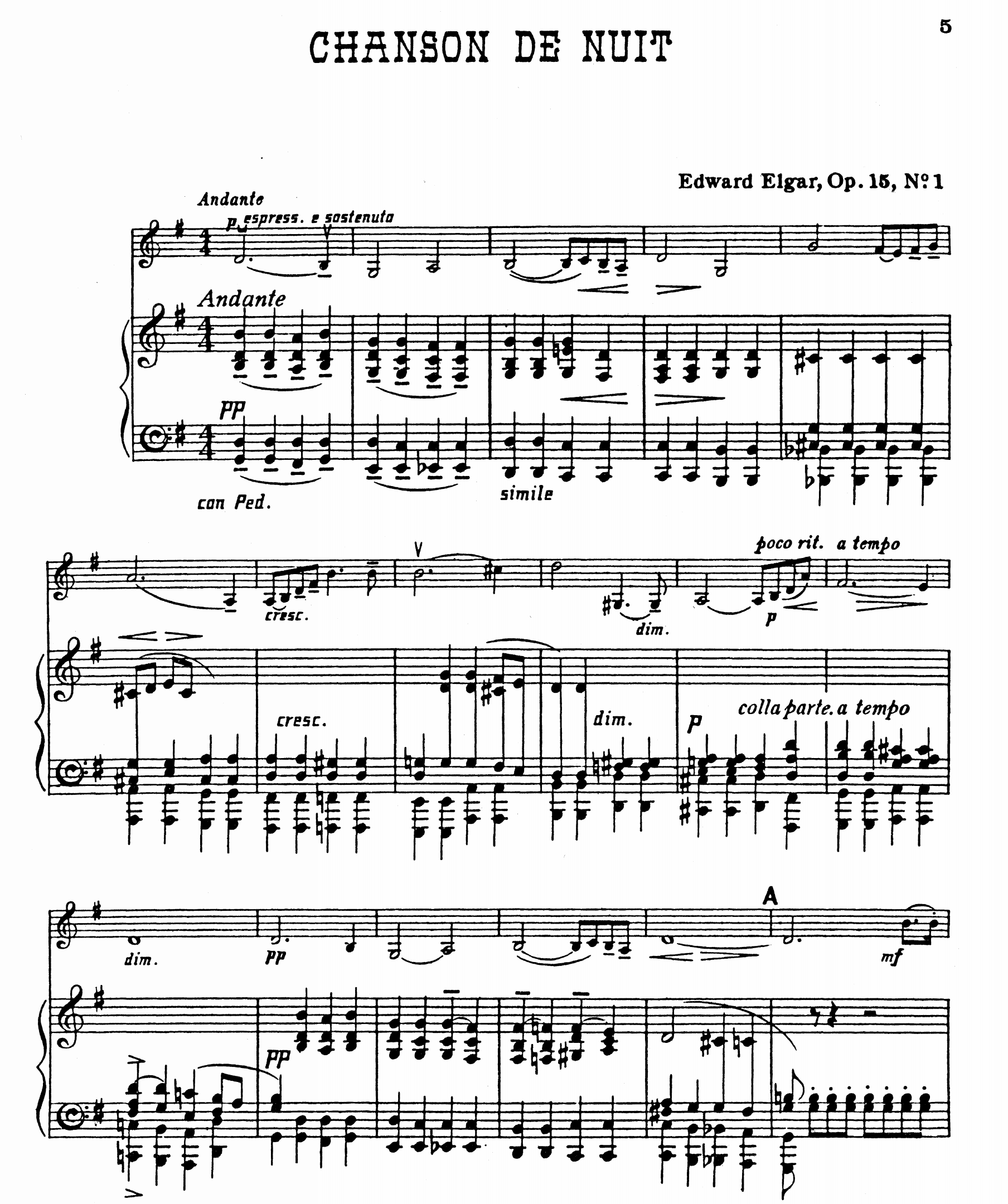
Première page de Chanson de Nuit d'Edward Elgar

Chanson de Nuit, Op.15 no 1 est une œuvre musicale pour piano et violon composée par Edward Elgar, et plus tard orchestrée par le compositeur. La première publication a lieu en 1897 bien qu'il semble que la pièce ait été composée en 1889 ou 1890.
La version pour orchestre est publiée en 1899 et est jouée pour la première fois avec la Chanson de Matin au Queen's Hall avec Henry Wood à la direction le 14 septembre 1901.
Chanson de Nuit est dédié à F. Ehrke, M.D.

## Instrumentation
Elgar écrit Chanson de Nuit (et Chanson de Matin) pour un petit orchestre composé d'une flûte, un hautbois, deux clarinettes, un basson, deux cors, cordes et une harpe.

## Arrangements
La pièce a été arrangée par Elgar pour violoncelle et piano, pour violon alto et piano et par son ami A. Herbert Brewer pour orgue.